# ノルベサ
ノルベサ (nORBESA) は、北海道札幌市中央区にある商業施設。

## 概要
名称「ノルベサ」の由来はフランス語で「北の」を意味する「Nord（ノル）」と、北海道弁の「べさ」をかけている。
オープン直後から来客数が伸び悩み、テナントが頻繁に入れ替わってフロアが閑散とする時期もあるなど不振が続いているが、2009年12月19日には3階部分が「BACK STAGE」としてリニューアル。桃華絵里プロデュースのオフィシャルショップも新設された。
3階はイベントスペースがあり、かつては「札幌吉本お笑いライブ＆イベント」「ノルベサdeヨシモト」を不定期に無料開催していた。上海ドール、ぬのかわひろき（現トム・ブラウン）、SF革命などの多くの芸人が出演した。
2009年9月19日、京セラドームで行われる北海道日本ハムファイターズ戦のパブリックビューイング(PV)を実施。日本ハムのPVは球団史上初である。

## フロア構成
| 階             | フロア概要 |
| -------------- | --- |
| 屋上 7（塔屋） | - 観覧車「ノリア」 - TAVERN102 THE IZAKAYA & SAKE BAR - HAIR SALON EDEN - OSTERIA 101 - THE CAMP（期間限定） - HAWAIIAN GRILL Aloha Amigo!（期間限定） |
| 6              | - GiGOボウルノルベサ - THE GOLF & DARTS BAR ナイスショット - 牛禅 |
| 5              | - 代々木アニメーション学院札幌校 - ゴリラクリニック札幌院 - ダットジャパン株式会社 本社 - メンズリゼ 札幌院 - リゼクリニック 札幌院 |
| 4              | - カラオケMashブロード店 - GRAPHIC HOLDINGS - ダットジャパン コンタクトセンター - カプセルトイコーナー |
| 3              | - イベントホール - 駿河屋札幌ノルベサ店 - エステティックRAYVIS札幌店 - THE LOGDE CHARCORL&SMOKE - カプセルトイコーナー |
| 2              | - まんだらけ札幌店 - いち瑠ノルベサ札幌校 - カプセルトイコーナー |
| 1              | - FIGURE - アクセサリーショップPEACH - muse 札幌店 - ワインの酒場。ディプント札幌ノルベサ店 - 駿河屋札幌ノルベサ店 - 焼肉 肉ます ノルベサ店 - 一蘭札幌すすきの店 - ケンタッキーフライドチキン - ～和とスパイス～ GEICO - ココロカラダメディカル - 大衆とり酒場 とりいちず 札幌すすきのノルベサ店 |
| B1             | - 旬と焼肉 さくらぎ - アイドルかふぇ2ねん8くみ 札幌校 - 回転すし 活一鮮南3条店 - サッポロ ノルベサビール園 - くいもの屋わん南3条店 - ロクゴーガッツ - Oyster Dining Raugh tale - 活一鮮 別邸 |

## 観覧車

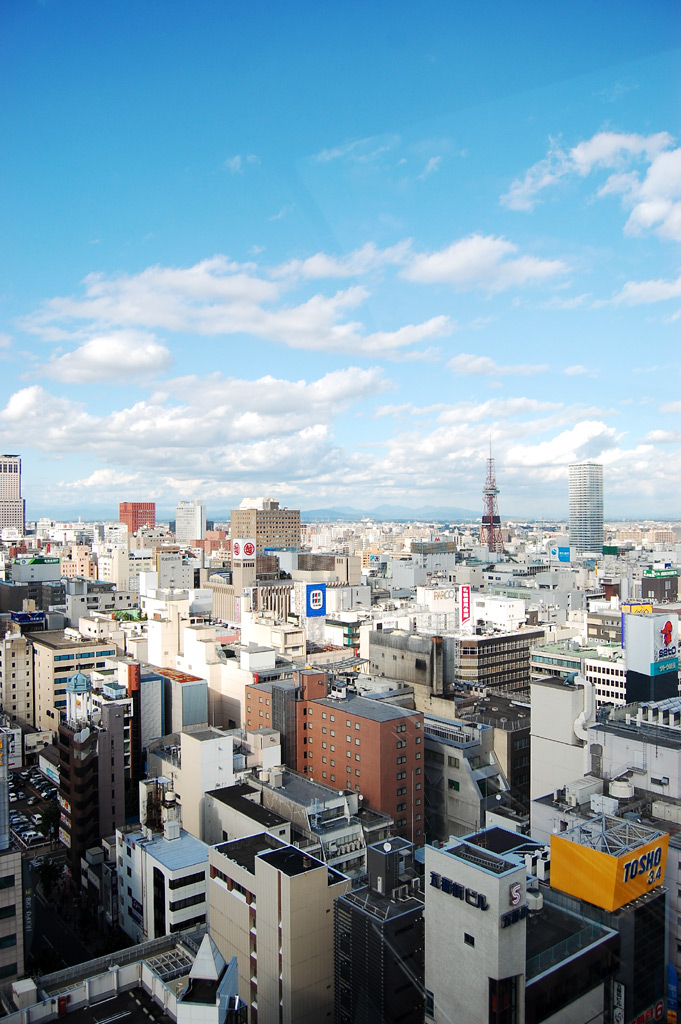
観覧車から大通公園方向を臨む

いよてつ高島屋やアミュプラザ鹿児島と同様に、ビルの屋上に観覧車が設置された構造となっている。札幌都心部やすすきの界隈を見下ろし、天気がよければ遠くの山々まで見渡せる。ゴンドラは赤色だが、7番のゴンドラだけが黄色となっている。
観覧車の名称はノリア＝スペイン語で観覧車という意味である。冬の寒い時期もシートにヒーターが入っているため、温まったゴンドラに乗車できる。ノリアはすべてバリアフリー対応になっており車椅子のままの乗車も可能。クリスマスにはイルミネーションがある。
- 高 - 約78m
- 径 - 約45.5m
- ゴンドラ数 - 32台
- 最大定員 - 128人
- 1周の所要時間 - 約9分32秒
- 料金1名600円 - 4名セット券2000円 - 身障者券（手帳提示）400円
- 営業時間：平日11:00 - 23:00（22:50受付終了） 金土祝日前11:00～翌3:00（2:50受付終了）
年末の大晦日は24時間営業でカウントダウンや初日の出などのイベントも行われている。

## 交通アクセス

### 鉄道
- 札幌市営地下鉄南北線すすきの駅から徒歩約2分。
- 札幌市営地下鉄東豊線豊水すすきの駅から徒歩約4分。
- 札幌市電すすきの停留場から徒歩約3分。